# Arnold Schulman
Pour les articles homonymes, voir Schulman.
Arnold Schulman, né le 11 août 1925 à Philadelphie (Pennsylvanie) et mort le 4 février 2023 à Santa Monica (Californie), est un scénariste et dramaturge américain.

## Biographie
Au milieu des années 1940, Arnold Schulman déménage à New York et commence à écrire pour le théâtre.
Plus tard, il entre à l'Actors Studio, sur la recommandation de la femme d'Elia Kazan, et sa première pièce (My Fiddle Has Three Strings) sera d'ailleurs mise en scène par Lee Strasberg.
Au milieu des années 1950, il se rend à Hollywood pour travailler sur le film Car sauvage est le vent.

## Théâtre
- 1968 : Golden Rainbow, comédie musicale adaptée de sa pièce « Un trou dans la tête »
- 1963 : Jennie, comédie musicale, auteur du livret
- 1957 : Un trou dans la tête
- 1951 : Un ennemi du peuple d'Henrik Ibsen, adaptation d'Arthur Miller : un villageois
- 1950 : Come Back, Little Sheba (en) de William Inge : le messager

## Filmographie
Scénariste au cinéma
- 1957 : Car sauvage est le vent de George Cukor
- 1959 : Un trou dans la tête de Frank Capra
- 1960 : La Ruée vers l'Ouest d'Anthony Mann
- 1963 : Une certaine rencontre de Robert Mulligan
- 1968 : The Night They Raided Minsky's de William Friedkin
- 1969 : Goodbye Columbus de Larry Peerce
- 1972 : To Find a Man de Buzz Kulik
- 1975 : Funny Lady d'Herbert Ross
- 1976 : Won Ton Ton, le chien qui sauva Hollywood de Michael Winner
- 1979 : Players d'Anthony Harvey
- 1985 : Chorus Line de Richard Attenborough
- 1988 : Tucker de Francis Ford Coppola

Scénariste à la télévision
- 1951 : Danger (1 épisode)
- 1951 : Cosmopolitan Theatre (1 épisode)
- 1952 : Schlitz Playhouse of Stars (1 épisode)
- 1953 : Studio One (1 épisode)
- 1953 : Suspense (1 épisode)
- 1953 : You Are There (1 épisode)
- 1953-1954 : Omnibus (4 épisodes)
- 1954-1956 : General Electric Theater (3 épisodes)
- 1955 : Kraft Television Theatre (1 épisode)
- 1955 : Windows (2 épisodes)
- 1955-1956 : Playwrights '56 (3 épisodes)
- 1956 : The United States Steel Hour (1 épisode)
- 1956 : Matinee Theatre (1 épisode)
- 1968 : The Danny Thomas Hour (1 épisode)
- 1993 : Les soldats de l'espérance (téléfilm)

Producteur
- 1954-1955 : General Electric Theater (4 épisodes)
- 1976 : Won Ton Ton, le chien qui sauva Hollywood de Michael Winner
- 1979 : Players d'Anthony Harvey
- 1993 : Les soldats de l'espérance (téléfilm)

## Nominations
- Oscars du cinéma 1964 : Nomination pour l'Oscar du meilleur scénario original (Une certaine rencontre)
- Oscars du cinéma 1970 : Nomination pour l'Oscar du meilleur scénario adapté (Goodbye Columbus)
- BAFTA 1970 : Nomination pour le BAFA du meilleur scénario (Goodbye Columbus)